# Karl Lottes
Karl Lottes (* 29. April 1912 in Marburg; † 5. Mai 1997) war ein deutscher Motorradrennfahrer.
Der als freundlich und bescheiden geltende Marburger beherrschte sowohl Zweitakt- als auch seine Viertakt-Rennmotorräder und war sowohl vor als auch nach dem Zweiten Weltkrieg einer der besten und beständigsten Privatfahrer Deutschlands. In seiner aktiven Zeit errang er rund 100 Siege und 50 zweite Plätze. Bei den in den frühen 1950er-Jahren populären Zementbahnrennen erkämpfte Lottes 17 Siege und drei Deutsche Meisterschaften. Auf der Straße wurde er zwei Mal Deutscher Meister.

## Karriere
Karl Lottes kam durch seine Eltern bereits früh mit Automobilen in Kontakt. Sein Vater war Kfz-Meister und seine Mutter besaß seit 1920 einen Motorradführerschein, was für die damalige Zeit ungewöhnlich war. Im Alter von 21 Jahren begann er seine Rennfahrer-Laufbahn als Ausweisfahrer auf einer Ladepumpen-DKW.
Im Jahr 1937 erwarb Lottes ein ehemaliges DKW-Rennmotorrad von Siegfried Wünsche und startete als Ausweisfahrer. Mit der Maschine stellten sich 1938 und 1939 beachtliche Erfolge ein – 1938 und 1939 wurde er „Bester deutscher Privatfahrer“ in der Klasse bis 250 cm³. Beispielsweise konnte Lottes als Privatfahrer 1938 beim Großen Preis von Deutschland auf dem Sachsenring um Hohenstein-Ernstthal hinter den DKW-Werksfahrern Ewald Kluge und Bernhard Petruschke in der Viertelliterklasse einen starken dritten Platz belegen. Dasselbe Ergebnis gelang ihm 1939 beim Großen Preis von Schweden in Saxtorp. Danach beendete der Ausbruch des Zweiten Weltkrieges und die damit verbundene Einstellung beinahe aller Rennaktivitäten in Europa seine Karriere.
Nach dem Krieg baute sich Karl Lottes aus noch existierenden Ersatzteilen eine Vorkriegs-DKW auf und bestritt bereits 1946 wieder im Rennen. Nachdem Anfang der 1950er-Jahre aufgeladene Motoren im Rennsport verboten worden waren, trat Lottes erfolgreich auf einer werksunterstützten, aber privat eingesetzten 250er-Zweizylinder-DKW, einer italienischen 125-cm³ F.B Mondial und ab 1953 auf 125er Monoalbero von MV Agusta an. Mit der MV startete Lottes von 1951 bis 1955 auch beim Grand Prix von Deutschland zur Motorrad-Weltmeisterschaft und erreichte dabei drei Mal die Punkteränge. In den Jahren 1951 (250 cm³) und 1952 (125 cm³ und 250 cm³) wurde er Deutscher Zementbahn-Meister, von 1953 bis 1957 wiederum „Bester Deutscher Privatfahrer“.
Die Krönung für Karl Lottes' Karriere war 1955 die Deutsche Straßenmeisterschaft in der Klasse bis 125 cm³. Er siegte vor dem IFA-Werksfahrer Horst Fügner aus Karl-Marx-Stadt. Für die folgende Saison erhielt er von DKW ein 125er-Vorjahres-Werksmotorrad, mit dem er bis Ende 1957 antrat und sich 1957 erneut die Deutscher Meister in der Achtelliterklasse sicherte. Danach wechselte Lottes wieder auf einen Zweitakter: er pilotierte eine vom MZ-Rennchef Walter Kaaden ausgeliehene 125-cm³-Drehschieber-MZ. Sein bestes Resultat damit war 1958 der vierte Platz auf dem Hockenheimring. Im Juli 1958 stürzte der mittlerweile 46-Jährige beim Großen Preis von Deutschland auf der Nordschleife des Nürburgrings schwer und musste daraufhin seine Rennfahrerlaufbahn beenden.
Karl Lottes verstarb nach langer, schwerer Krankheit am 5. Mai 1997 im Alter von 85 Jahren.

## Statistik

### Erfolge
- 1955 – Deutscher 125-cm³-Meister auf MV Agusta
- 1957 – Deutscher 125-cm³-Meister auf DKW

### Rennsiege
| Jahr | Klasse  | Maschine  | Rennen                             | Strecke              |
| ---- | ------- | --------- | ---------------------------------- | -------------------- |
| 1947 | 250 cm³ | DKW       | Rundstreckenrennen Hockenheim      | Kurpfalzring         |
| 1947 | 250 cm³ | DKW       | Rund um Schotten                   | Schottenring         |
| 1950 | 250 cm³ | DKW       | Rund um Schotten                   | Schottenring         |
| 1950 | 250 cm³ | DKW       | Burgringrennen 1                   | Monschau             |
| 1953 | 125 cm³ | MV Agusta | Halle-Saale-Schleifen-Rennen       | Halle-Saale-Schleife |
| 1953 | 250 cm³ | DKW       | Halle-Saale-Schleifen-Rennen       | Halle-Saale-Schleife |
| 1953 | 125 cm³ | MV Agusta | Motorrace Tubbergen                | Circuit Tubbergen    |
| 1954 | 250 cm³ | DKW       | Internationales Sachsenring-Rennen | Sachsenring          |
| 1955 | 125 cm³ | MV Agusta | Rhein-Pokal-Rennen                 | Hockenheimring       |
| 1955 | 125 cm³ | MV Agusta | Internationales Solitude-Rennen    | Solitude             |
| 1956 | 250 cm³ | DKW       | Motorrace Tubbergen                | Circuit Tubbergen    |
| 1956 | 250 cm³ | DKW       | Halle-Saale-Schleifen-Rennen       | Halle-Saale-Schleife |
| 1956 | 125 cm³ | DKW       | Schleizer Dreieckrennen            | Schleizer Dreieck    |
| 1956 | 250 cm³ | DKW       | Schleizer Dreieckrennen            | Schleizer Dreieck    |

### In der Motorrad-Weltmeisterschaft
| Saison | Klasse  | Motorrad  | Rennen | Siege | Podien | Punkte | Ergebnis |
| ------ | ------- | --------- | ------ | ----- | ------ | ------ | -------- |
| 1953   | 125 cm³ | MV Agusta | 1      | –     | –      | 1      | 17.      |
| 1954   | 125 cm³ | MV Agusta | 2      | –     | –      | 2      | 16.      |
| 1955   | 125 cm³ | MV Agusta | 1      | –     | –      | 3      | 9.       |
| Gesamt | Gesamt  | Gesamt    | 4      | –     | –      | 6      |          |

## Verweise